# تصادف هوایی دالاس (۲۰۲۲)
در ۱۲ نوامبر ۲۰۲۲ دو هواپیمای جنگی بل پی-۶۳ کینگ‌کبرا و بوئینگ بی-۱۷ فلایینگ فورترس متعلق به دوران جنگ جهانی دوم در یک نمایش هوایی در فرودگاه دالاس ایگزکیتیو در ایالت تگزاس آمریکا برخورد کردند. این نمایش هوایی به مناسبت روز کهنه‌سربازان برگزار ساماندهی شده بود. در این حادثه ۶ نفر کشته شدند. هر دو هواپیما توسط داوطلبان آموزش دیده، که اغلب خلبانان حرفه ای بازنشسته هستند، هدایت می‌شدند.